# ミサ曲 (ビーチ)
ミサ曲 変ホ長調 作品5は、エイミー・ビーチが作曲したミサ曲。アメリカ合衆国の女性が作曲した初めてのミサ曲であり、作曲者にとって最初の成功作となった。

## 概要
ビーチが本作の作曲に取り掛かったのは1886年、19歳の時であった。曲は1889年に完成をみたが、彼女は初演までの間に手直しを続けている。
初演はフリッツ・クニーゼルの指揮するヘンデル・アンド・ハイドン・ソサエティによって1892年2月7日にボストンで行われた。同団体は1883年にルイジ・ケルビーニの『荘厳ミサ曲 ニ短調』、1887年にはヨハン・ゼバスティアン・バッハの『ミサ曲 ロ短調』からの抜粋を演奏していた。バッハとケルビーニのミサ曲には全体的な構造、一部のフレーズに類似点がある。ビーチのミサ曲が再び演奏されたのは1980年代になってからであった。
本作は5つの部分から構成される。「キリエ」、4曲から成る「グローリア」、4曲から成る「クレド」、「サンクトゥス」、「アニュス・デイ」である。曲はロマン派の様式で書かれており、和声と調性感に富んでいる。管弦楽法とハープ、チェロ、コーラングレ、オーボエのソロの対比が称賛を受けた。
ビーチがラテン語の強勢の置き方に通じていなかったのは明白であり、「altissimus」などの語で取られるべきアクセントと音楽が合致していない可能性がある。

## 演奏時間
約65分。

## 編成
ソプラノ、アルト、テノール、バス、混声合唱、オルガン、管弦楽。

## 評価
1892年の初演では27紙の新聞に論評が掲載された。そのうち18紙がボストン市内、9紙が市外の新聞であった。ある批評によると「Laudamus te」における開始のソロのトリオが「音程と合奏に難あり」だったという。これらは楽器による補助が不十分であったのか、単にこのときが初演であったということが理由としてあり得る。評論家の意見はこの作品によりビーチが「アメリカの作曲家の最上位に」位置づけられるという点で大方一致していた。
1989年にマイケル・メイ祝祭合唱団によって行われた録音はフル・オーケストラを用いたものではなかった。この演奏はテンポの不正確さ、編曲の不適切さ、解釈全体について批判を受けている。他のレコーディング、1995年のストウ祝祭合唱団、管弦楽団による演奏には学術的論評は行われていない。